# Überschussreserve
Die Überschussreserve ist im Bankwesen dasjenige Zentralbankgeld, um welches das Zentralbankgeldguthaben einer Geschäftsbank ihre sich aus der Mindestreserveverpflichtung ergebende und bei der Zentralbank gehaltene Mindestreserve (Reserve-Soll) übersteigt.

## Allgemeines
Geschäftsbanken müssen bei ihrer Zentralbank Mindestreserven unterhalten. Das sind gesetzliche Pflichtguthaben, deren Höhe sich aus den bei Geschäftsbanken angelegten Sicht-, Termin-, Spareinlagen und bestimmten Sparbriefen errechnet. Unterhält eine Geschäftsbank bei der Zentralbank ein über diese Mindestreserve hinausgehendes Guthaben, so heißt der Unterschiedsbetrag Überschussreserve. Es handelt sich um frei verfügbares Zentralbankgeld der Geschäftsbanken bei ihrer Zentralbank, das über die nicht frei verfügbare Mindestreserve hinausgeht. Das Zentralbankgeld setzt sich mithin aus Mindestreserve und Überschussreserve zusammen und wird auch als Liquiditätsreserve bezeichnet.

## Berechnung
Eine Überschussreserve entsteht, wenn bei einer Geschäftsbank insbesondere durch Gutschriften oder Bareinzahlungen von Nichtbanken eine Sichteinlage gebildet und diese als Zentralbankgeld bei der Zentralbank angelegt wird:
```
   
Sichteinlage
 von 
Nichtbanken
     1000 
Geldeinheiten

   - 
Mindestreserve
 hierauf (1 %)     10 
Geldeinheiten

   = Überschussreserve               990 
Geldeinheiten
```

Formal ergibt sich die Überschussreserve {\displaystyle R} durch Gegenüberstellung des gesetzlich erforderlichen Mindestreserve-Solls {\displaystyle MR_{S}} mit dem Mindestreserve-Ist {\displaystyle MR_{I}}:
{\displaystyle R=MR_{S}-MR_{I}}, wobei
{\displaystyle MR_{S}<MR_{I}}.
Dabei wird vorausgesetzt, dass das Mindestreserve-Ist mindestens über dem Mindestreserve-Soll liegt. Diese Überschussreserve kann als überschüssiges und frei verfügbares Zentralbankgeld bei der Zentralbank verbleiben, in Wertpapieren (Aktien, Anleihen, Geldmarktpapieren) angelegt oder im Kreditgeschäft als Kredite ausgeliehen werden. Ein großer Teil dieser Kredite erscheint im Bankensystem erneut als Sichteinlage, so dass sich ein multipler Prozess der Giralgeldschöpfung ergibt, in dessen Mittelpunkt der Geldschöpfungsmultiplikator steht.

## Geldschöpfungsmultiplikator
Die Überschussreserve {\displaystyle R} ist Ausgangspunkt für die Berechnung der volkswirtschaftlichen Kennzahl des Geldschöpfungsmultiplikators {\displaystyle \Delta G}, bei dem die Bargeldquote {\displaystyle c} und der Mindestreservesatz {\displaystyle r} als limitierende Faktoren zu berücksichtigen sind:
{\displaystyle \Delta G=R\cdot {\frac {1}{(c+r)\cdot (1-c)}}}.
Das zusätzlich geschaffene Giralgeld {\displaystyle \Delta G} entstand aus einer Bareinzahlung oder Gutschrift als erster Überschussreserve {\displaystyle R} bei einer Geschäftsbank. Diese Überschussreserve ist die Hauptquelle für die Geldschöpfung und den Geldschöpfungsmultiplikator. Verwendet ein Kreditnehmer die Kredite ausschließlich für bargeldlose Zahlungen, wird der Multiplikator optimiert, weil die Bargeldquote {\displaystyle c=0} ist.
Die mechanisch wirkende Formel unterstellt unter anderem, dass das zusätzlich geschaffene Giralgeld stets als Kreditangebot auf den Kreditmarkt gelangt, wo es durch die Kreditnachfrage vollständig absorbiert und dadurch in einem sich wiederholenden Prozess erneut zu Sichteinlagen wird. Tatsächlich aber kann das zusätzlich geschaffene Giralgeld beispielsweise bei einer Kreditklemme oder bei der Anschaffung von Wertpapieren durch Kreditinstitute nicht zu einer Erhöhung des Kreditangebots führen.

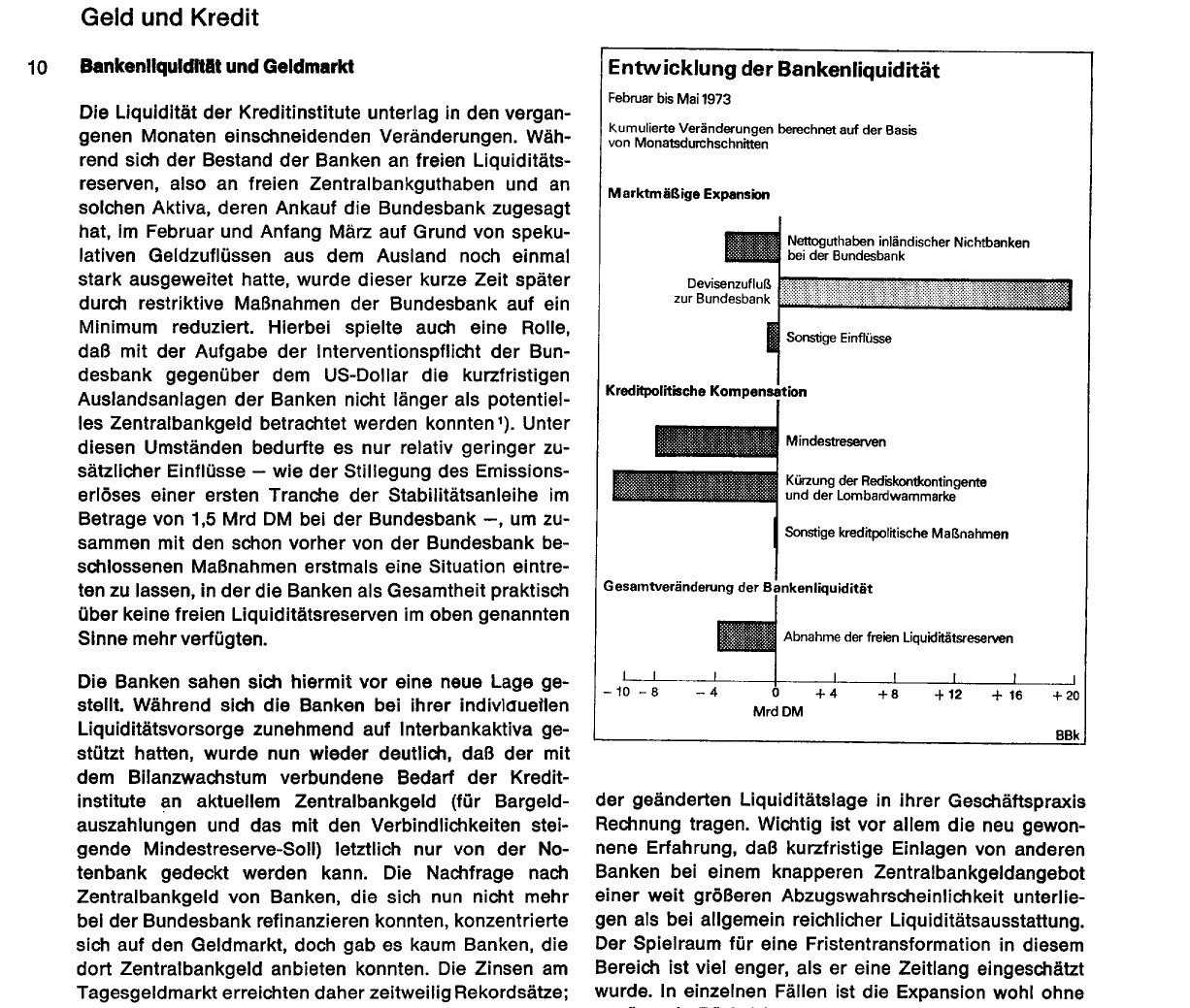
Historisch interessante Dokumentation zur Entwicklung der Bankenliquidität: Deutsche Bundesbank, Monatsbericht Juni 1973, S. 18 zu damals restriktiver Geldpolitik via Minderung der freien Liquiditätsreserven (Lf)

## Bankenliquidität
Allgemeines
Die Liquiditätstheorie betont die Bankenliquidität als die entscheidende Ursache für die Kreditschöpfung des Bankensystems und die Vermehrung der Geldmenge durch  den Geldschöpfungsmultiplikator. Die Liquiditätstheorie sagt etwas über die Überschussreserven aus, indem sie betont, dass Kreditinstitute aus Gründen der Rentabilität – wenn überhaupt – nur eine sehr geringe Überschussreserve halten und deshalb vielmehr potenzielle Liquiditätsreserven (Geldmarktpapiere oder freie Hauptrefinanzierungsinstrumente bei der Zentralbank) bevorzugen, mit deren Hilfe sich die Geschäftsbanken jederzeit Zentralbankgeld beschaffen können.
Primärliquidität, Sekundärliquidität, Liquiditätssaldo
Als Primärliquidität werden in der Bankbetriebslehre liquide Mittel auf der Aktivseite der Bankbilanz bezeichnet. Als Sekundärliquidität gelten Vermögenspositionen (ebenso auf der Aktivseite der Bankbilanz), die im Bedarfsfalle jederzeit bei der jeweiligen Zentralbank gegen Zentralbankgeld getauscht werden können. Diese Bilanzpositionen in der jeweiligen Bankbilanz gelten dann als refinanzierungs- bzw. notenbankfähig. Hans E. Büschgen schreibt zum Liquiditätssaldo: „Der Mangel des traditionellen Kreditschöpfungsmodells, von einer Überschussreserve an Zentralbankgeld auszugehen, wird in dem Liquiditätssaldokonzept dadurch aufgehoben, dass neben dem aktuellen Zentralbankgeld auch potentielles Zentralbankgeld als Bestimmungsfaktor für das Kreditangebot der Banken einbezogen wird, da für die Liquiditätssituation der Banken nicht der Stand ihres aktuellen Zentralbankgeldes (praktisch = Mindestreserve) entscheidend ist, sondern die Fähigkeit, durch Auflösung freier Liquiditätsreserven (= potentielles Zentralbankgeld) Verluste an Zentralbankgeld auszugleichen, also insbesondere Zentralbankgeldabflüsse wieder aufzufüllen, die im Zuge einer Kreditexpansion eintreten. Die hier bedeutsame Größe ist der ‚Liquiditätssaldo‘ (LS)“.
Die Festsetzung der Kriterien der Refinanzierungsfähigkeit von (unterschiedlichen) Geldmarktpapieren obliegt der jeweiligen Zentralbank und stellt insofern ein expansives/kontraktives Instrument innerhalb der Geldpolitik dar.

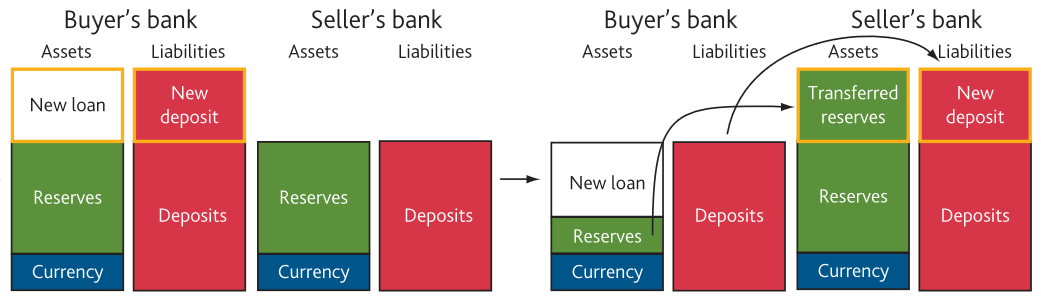
Bilanzverlängerung und Bilanzverkürzung bei Kreditgewährung aus einzelwirtschaftlicher Perspektive

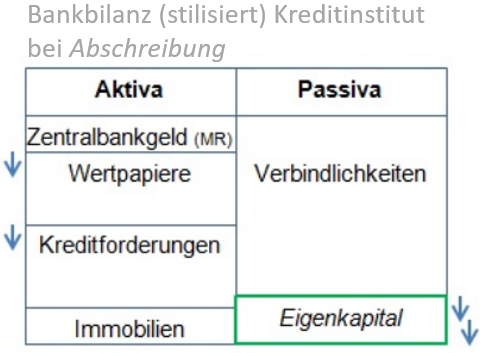
Wertminderungen von Vermögenspositionen verschlechtern außerdem die Liquiditätsquote des jeweiligen Kreditinstitutes

Die Summe aus Überschussreserve und Sekundärliquidität bildet die freie Liquiditätsreserve (Lf) der jeweiligen Geschäftsbank und diese stellt nach Claus Köhler den maximalen Kreditschöpfungsspielraum für ein einzelnes Kreditinstitut dar unter Voraussetzung der Erfüllung der Eigenkapitalanforderungen nach Basel III für die Kreditinstitute der EU-Mitgliedstaaten.
Eine Kreditvergabe mit beispielsweise geringem Ausfallrisiko, sofern als exzellente Bonität von Ratingagenturen mit AAA bewertet, so etwa auch einige Staatsanleihen, kann große Teile der Aktivseite der Bankbilanz erfassen. „Der Bankkreditbegriff hat in diesem Zusammenhang einen weiteren Inhalt. Er umfasst nicht allein kurzfristige Wechsel- und Kontokorrentkredite, sondern auch die langfristigen Ausleihungen und Anlagen jeder Art in den Bankbilanzen, soweit ihnen Depositen und nicht aus der Emission von Wertpapieren entstandene Verpflichtungen der Banken gegenüberstehen. In diesem Sinne zählen also zu den Bankkrediten auch die auf der Aktivseite der Bankbilanz aufgeführten Hypotheken und Wertpapiere, im besonderen Pfandbriefe, Industrie- und Kommunalobligationen, Staatsanleihen und Aktien. Es ist zwar nicht üblich, Wertpapiere in das Bankkreditvolumen mit einzuordnen, aber sofern sie sich im Besitz des Banksystems befinden, lässt ihr wirtschaftlicher Charakter eine solche Interpretation zu.“ Diese Positionen gelten als sekundärliquide Mittel (bzw. potenzielles Zentralbankgeld) der sie haltenden Geschäftsbank, „... denn Bundesanleihen sind wie alle anderen Staatsanleihen notenbankfähig“.
Der Liquiditätsgrad einer einzelnen Geschäftsbank, also die Höhe der freien Liquiditätsreserve in Relation zu ihren Verbindlichkeiten (Passivseite) wird durch die Liquiditätsquote ausgedrückt.
Freie Liquiditätsreserve
Als Sekundärliquidität werden Vermögenspositionen auf der Aktivseite der Bankbilanz bezeichnet, die im Bedarfsfalle jederzeit bei der jeweiligen Zentralbank gegen Primärliquidität (Zentralbankgeld) getauscht oder verpfändet werden können. Diese Vermögenswerte müssen zwecks Monetarisierung Notenbankfähigkeit besitzen. Die Summe aus Überschussreserve{\displaystyle R} und Sekundärliquidität {\displaystyle L_{S}} bildet die freie Liquiditätsreserve {\displaystyle Lf} der jeweiligen Geschäftsbank, und diese stellt den maximalen Kreditschöpfungsspielraum für eine einzelne Bank dar.
{\displaystyle Lf=R+L_{S}}.
Überschussreserve, Sekundärreserve und Geldschöpfung stehen deshalb in einem funktionalen Zusammenhang zueinander.

## Wirtschaftliche Aspekte
Der Liquiditätsgrad einer Geschäftsbank, also die Höhe der freien Liquiditätsreserve {\displaystyle Lf} in Relation zu den innerhalb von 30 Tagen fälligen Verbindlichkeiten aus dem Passivgeschäft {\displaystyle D}, wird durch die Liquiditätsdeckungsquote {\displaystyle LCR} ausgedrückt:
{\displaystyle LCR={\frac {Lf}{D}}}.
Das Liquiditätsrisiko eines Kreditinstituts nimmt ab, je mehr freie Liquiditätsreserve und je weniger auszuzahlende Verbindlichkeiten es hat. Die Überschussreserve hat deshalb auch Folgen für die Bankenliquidität.
Die Liquiditätsreserven gehören in der Bilanzanalyse zu der Primärliquidität und sind in der Geldtheorie eine wichtige Größe für die Geldpolitik der Zentralbanken, weil die Geschäftsbanken mit der Überschussreserve einen Geldschöpfungsprozess einleiten und in Gang halten, der erst zum Stillstand kommen kann, wenn die anfangs vorhandenen Reserven vollständig durch Barauszahlung und zusätzliche Mindestreserven aufgezehrt werden. Solange die Überschussreserven im Gironetz der Kreditinstitute als Buchgeld verbleiben, gibt es Geldschöpfungspotenziale. Da das Zahlungsverhalten der Nichtbanken für Zentralbanken und Geschäftsbanken einen unbeeinflussbaren Datenparameter darstellt, können die Zentralbanken die Geldmenge unmittelbar lediglich über die Mindestreserven steuern.